# Fej-Fej Li
Fei-Fei Li (kineski: 李飞飞; pinjin: Lǐ Fēifēi; rođena 3. jula 1976.) je kinesko-američki kompjuterski naučnik, poznat po uspostavljanju ImageNet-a, skupa podataka koji je omogućio brz napredak u oblasti kompjuterskog vida tokom 2010-ih. Ona je profesor računarskih nauka Sekvoja Kapitala na Univerzitetu Stanford i bivša članica upravnog odbora Tvitera. Li je kodirektor Stanfordskog instituta za veštačku inteligenciju usmerenu na čoveka i kodirektor Laboratorije za viziju i učenje Stanforda. Bila je direktorka Standfordske laboratorije za veštačku inteligenciju od 2013. do 2018. godine.
Godine 2017, saosnivala je AI4ALL, neprofitnu organizaciju koja radi na povećanju raznolikosti i uključenosti u oblasti veštačke inteligencije.. Njena istraživačka oblast uključuje veštačku inteligenciju, mašinsko učenje, duboko učenje, kompjuterski vid i kognitivnu neuronauku.
Li je imenovana na Tajm 100 VI najuticajnijih ljudi 2023. i iste godine je dobila Intelovu nagradu za inovacije za životna dostignuća za svoj doprinos veštačkoj inteligenciji. Izabrana je za člana Nacionalne akademije inženjerstva i Nacionalne akademije medicine 2020. godine, i Američke akademije nauka i umetnosti 2021. godine.
Dana 3. avgusta 2023. objavljeno je da je Li imenovana u Naučni savetodavni odbor Ujedinjenih nacija, koji je osnovao generalni sekretar Antonio Gutereš. Godine 2024, Li je dospela na najuticajniju A100 listu Zlatne kuće.